# Tachihi Kogyo
Tachihi Kogyo war ein japanischer Hersteller von Automobilen.

## Unternehmensgeschichte
Das Unternehmen war eine Abspaltung von Tachikawa Hikōki und hatte seinen Sitz in Tokio. Es stellte Personenkraftwagen her, die als Tachihi vermarktet wurden. Das einzige Produktionsjahr war 1950. Insgesamt entstanden 48 Fahrzeuge.

## Fahrzeuge
Das einzige Modell TR6 bzw. TR-6 war ein Kleinstwagen der Kei-Car-Klasse. Es hatte 174 cm Radstand und war 280 cm lang. Es hatte einen Einzylindermotor mit 148 cm³ Hubraum und 3,1 PS Leistung, der vorn im Fahrzeug eingebaut war und die Hinterräder antrieb. Der Aufbau war ein Cabriolet mit zwei Türen.
Eine andere Quelle ergänzt die Details Luftkühlung, Dreirad mit vorderem Einzelrad, 120 cm Breite und 307 kg Leergewicht.